# Pseudomyrmex euryblemma
Pseudomyrmex euryblemma is een mierensoort uit de onderfamilie van de Pseudomyrmecinae. De wetenschappelijke naam van de soort is voor het eerst geldig gepubliceerd in 1899 door Forel.